# أندرو يوليوس
أندرو يوليوس (بالإنجليزية: Andrew Julius)‏ (20 يوليو 1984 - ) هو لاعب كرة قدم بريطاني في مركز الوسط. شارك مع منتخب مونتسرات لكرة القدم. أما مع النوادي، فقد لعب مع كريستال بالاس ونادي بارنت ونادي كرولي تاون ونادي بروملي وبرينتري تاون ونادي كينغستونيان وRedbridge F.C. ‏ وإيريث وبلفيدير ‏ وHertford Town F.C. ‏.

## وصلات خارجية
- أندرو يوليوس على موقع الاتحاد الدولي (مؤرشف)  (الإنجليزية)
- أندرو يوليوس على موقع قاعدة بيانات كرة القدم.إي يو (الإنجليزية)
- أندرو يوليوس على موقع ناشيونال فوتبول تيمز (الإنجليزية)